# Levítico

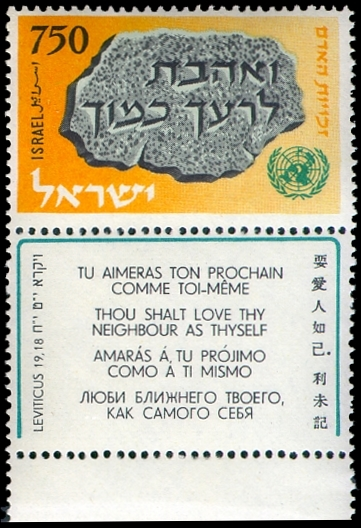
Estampilla israelí con fragmento de hallazgo arqueológico exhibiendo la inscripción hebrea "Amarás a tu prójimo como a ti mismo" (Levítico 19:18).

El Libro de Levítico ( /ləˈvɪtɪkəs/, del Λευιτικόν, Leuïtikón; וַיִּקְרָא, Wayyīqrāʾ, «Y llamó»; Liber Leviticus) es el tercer libro de la Torá (el Pentateuco) y del Antiguo Testamento, también conocido como el «Tercer Libro de Moisés». Muchas hipótesis presentadas por los estudiosos sobre sus orígenes coinciden en que se desarrolló durante un largo período de tiempo, alcanzando su forma actual durante el Período Persa, entre el 538 y el 332 a. C., aunque esto es objeto de controversia.
La mayoría de sus capítulos (1-7, 11-27) consisten en discursos de Dios a Moisés, que le ordena repetir a los israelitas. Esto tiene lugar dentro de la historia del Éxodo de los israelitas después de escapar de Egipto y llegar al Monte Sinaí (Éxodo 19:1). El Libro del Éxodo narra cómo Moisés guió a los israelitas en la construcción del Tabernáculo (Éxodo 35-40) siguiendo las instrucciones de Dios (Éxodo 25-31). En Levítico, Dios dice a los israelitas y a sus sacerdotes, Aarón y sus hijos, cómo hacer ofrendas en el Tabernáculo y cómo comportarse mientras acampan alrededor del santuario de la tienda sagrada. El Levítico tiene lugar durante el mes o mes y medio transcurrido entre la finalización del Tabernáculo (Éxodo 40:17) y la salida de los israelitas del Sinaí (Números 1:1, 10:11).
Las instrucciones del Levítico hacen hincapié en las prácticas rituales, legales y morales más que en las creencias. Sin embargo, reflejan la visión del mundo de la historia de la creación en Génesis 1, según la cual Dios desea vivir con los seres humanos. El libro enseña que la fiel realización de los rituales del santuario puede hacer que esto sea posible, siempre y cuando el pueblo evite el pecado y la impureza en la medida de lo posible. Los rituales, especialmente las ofrendas por el pecado y la culpa, proporcionan los medios para obtener el perdón de los pecados (Levítico 4-5) y la purificación ritual de las impurezas (Levítico 11-16), de modo que Dios pueda seguir viviendo en el Tabernáculo en medio del pueblo. 
El Levítico (en griego: Λευιτικός, Leyitikós, «acerca de los Levitas»; en hebreo: ויקרא [Vayikra], «y él llamó») es uno de los libros bíblicos del Antiguo Testamento y del Tanaj. Aunque tenga fragmentos más antiguos, hay consenso entre los estudiosos de la Biblia en que adquirió su actual forma durante el período persa, entre el 538 y el 332 a. C. Forma parte del Pentateuco, y de la Torá judía («La Ley»). Se lo cuenta entre los libros históricos y en ambas versiones es el tercero, ubicado entre Éxodo y Números.
La mayoría de sus capítulos (1-7, 11-27) consisten en los discursos de Yahvé a Moisés, que Yahvé ordena a Moisés que repita a los israelitas. En Levítico, Dios les dice a los israelitas y a sus sacerdotes, los levitas, cómo hacer las ofrendas en el Tabernáculo y cómo comportarse mientras acampan alrededor de la santa tienda-santuario. El Levítico tiene lugar durante el mes o mes y medio que transcurre entre la finalización del Tabernáculo (Éxodo 40:17) y la salida de los israelitas del Sinaí (Números 1:1, 10:11).

## Título
El libro se denomina Levítico porque se trata, en esencia, de un manual religioso para uso de los levitas, sacerdotes encargados del culto, escogidos de entre los miembros de la tribu de Leví.

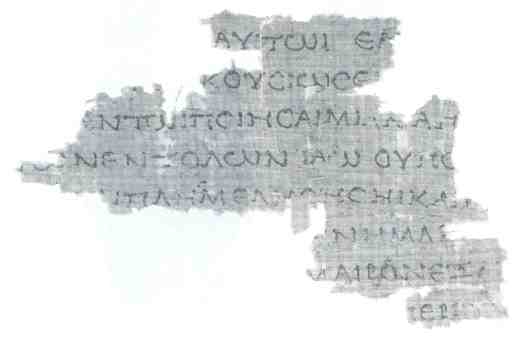
4Q120, un manuscrito griego del Levítico del

El nombre Leviticus proviene del latín Leviticus, que a su vez proviene del griego Λευιτικόν (Leuitikon), que hace referencia a la tribu sacerdotal de los israelitas, «Leví». La expresión griega es, a su vez, una variante del rabbinico hebreo torat kohanim, «ley de los sacerdotes», ya que muchas de sus leyes se refieren a los sacerdotes.
En hebreo, el libro se llama Vayikra (וַיִּקְרָא), del comienzo del libro, va-yikra «Y Él [Dios] llamó».

## Autoría
La tradición judeocristiana lo atribuye a la pluma del patriarca Moisés, como los demás libros del Pentateuco. Pero la concepción de autor en el Pentateuco no se entiende como entendemos hoy. Moisés puede ser autor de algunos fragmentos de Levítico, o del Pentateuco, pero no es el autor del todo. No hay un único autor, como se pensó durante mucho tiempo. Por el simple hecho que nadie puede narrar su propia muerte, en el caso de Moisés. Estos libros están compuestos por diversos autores, de diferentes contextos y épocas y su relato depende de este dato. Se acepta hoy que proviene de tradiciones o corrientes de pensamiento que son: Yahwista, Elohista, Deuteronomista y Sacerdotal.

## Propósito
Es un recuento, manual o compendio de los sacrificios religiosos que Yahvé ordena realizar como parte de la liturgia hebrea.
La síntesis de todos los holocaustos jamás se había intentado en la literatura judía, y sin duda representó un esfuerzo enorme para el redactor de Levítico. Israel, como pueblo abierto a las influencias externas gracias a su peculiar ubicación geográfica y a los innumerables avatares históricos (guerras, invasiones, migraciones) que sufrió, recibió rituales religiosos de los cananeos, asirios, babilonios, caldeos y egipcios.
Pero además es un pueblo fuertemente cerrado sobre sí mismo en el aspecto religioso y cultural, por lo que a todas estas circunstancias se unen rituales estrictamente propios que provienen de la misma prehistoria.
Para enriquecer, complicar y completar la historia de la liturgia hebrea, se produjo también el fenómeno de la revelación a través de dos hombres: Abraham que agregó una fe y Moisés que le otorgó un ordenamiento y una ley. 
Con todos estos componentes se fraguó y organizó en el monte Sinaí la adoración del Dios de Israel y el Levítico se convirtió en su descripción precisa y genuina.

## Estructura
Los resúmenes de los comentarios son similares, aunque no idénticos; compárense los de Wenham, Hartley, Milgrom y Watts.
I. Leyes sobre el sacrificio (1:1-7:38)
A. Instrucciones para los laicos sobre la presentación de ofrendas (1:1-6:7)
1-5. Los tipos de ofrendas: holocausto, cereal, de paz, de purificación, de reparación (o por el pecado) (cap. 1-5)
B. Instrucciones para los sacerdotes (6:1-7:38)
1-6. Las distintas ofrendas, con la adición de la ofrenda de cereales de los sacerdotes (6:1-7:36)
7. Resumen (7:37-38)
II. Institución del sacerdocio (8:1-10:20)
A. Ordenación de Aarón y sus hijos (cap. 8)
B. Aarón hace los primeros sacrificios (cap. 9)
C. Juicio sobre Nadab y Abiú (cap. 10)
III. La impureza y su tratamiento (11:1-15:33)
A. Animales impuros (cap. 11)
B. El parto como fuente de impureza (cap. 12)
C. Las enfermedades impuras (cap. 13)
D. Limpieza de las enfermedades (cap. 14)
E. Vertidos impuros (cap. 15)
IV. Día de la Expiación: purificación del tabernáculo de los efectos de la impureza y el pecado (cap. 16)
V. Prescripciones para la santidad práctica (el Código de Santidad, caps. 17-26)
A. Sacrificio y comida (cap. 17)
B. Comportamiento sexual (cap. 18)
C. Vecindad (cap. 19)
D. Delitos graves (cap. 20)
E. Reglas para los sacerdotes (cap. 21)
F. Reglas para comer los sacrificios (cap. 22)
G. Fiestas (cap. 23)
H. Reglas para el tabernáculo (cap. 24:1-9)
I. Blasfemia (cap. 24:10-23)
J. Años sabáticos y jubilares (cap. 25)
K. Exhortación a obedecer la ley: bendición y maldición (cap. 26)
VI. Redención de los dones votivos (cap. 27)

## Resumen
Los capítulos 1-5 describen los diversos sacrificios desde el punto de vista de los sacrificadores, aunque los sacerdotes son esenciales para manejar la sangre. Los capítulos 6-7 abordan prácticamente el mismo tema, pero desde el punto de vista del sacerdote, que, como ejecutor del sacrificio y de la división de las "porciones", debe saber cómo hacerlo. Los sacrificios son entre Dios, el sacerdote y los oferentes, aunque en algunos casos todo el sacrificio es una sola porción para Dios, es decir, quemado hasta las cenizas. 
Los capítulos 8-10 describen cómo Moisés consagra a Aarón y a sus hijos como los primeros sacerdotes, los primeros sacrificios y la destrucción por parte de Dios de dos de los hijos de Aarón por ofensas rituales. El propósito es subrayar el carácter del sacerdocio del altar (es decir, aquellos sacerdotes con poder para ofrecer sacrificios a Dios) como un privilegio Aarón, y las responsabilidades y peligros de su posición.
Con el sacrificio y el sacerdocio establecidos, los capítulos 11-15 instruyen a los laicos sobre la pureza (o limpieza). Comer ciertos animales produce impureza, al igual que dar a luz; ciertas enfermedades de la piel (pero no todas) son impuras, al igual que ciertas condiciones que afectan a las paredes y la ropa (moho y condiciones similares); y las descargas genitales, incluyendo la menstruación femenina y la gonorrea masculina, son impuras. El razonamiento que subyace a las reglas sobre los alimentos es oscuro; por lo demás, el principio rector parece ser que todas estas condiciones implican una pérdida de "fuerza vital", normalmente, pero no siempre, de sangre.
El Levítico 16 se refiere al Día de la Expiación. Este es el único día en el que el Sumo Sacerdote debe entrar en la parte más sagrada del santuario, el Sanctasanctórum. Debe sacrificar un toro por los pecados de los sacerdotes y un macho cabrío por los pecados de los laicos. El sacerdote debe enviar un segundo macho cabrío al desierto a "Azazel", cargando con los pecados de todo el pueblo. Azazel puede ser un demonio del desierto, pero su identidad es misteriosa.
Los capítulos 17-26 son el código de santidad. Comienza con la prohibición de todo sacrificio de animales fuera del Templo, incluso para comer, y luego prohíbe una larga lista de contactos sexuales y también el sacrificio de niños. Los mandatos de "santidad" que dan nombre al código comienzan con la siguiente sección: se castiga el culto a Molech, la consulta a médiums y magos, la maldición de los padres y las relaciones sexuales ilícitas. Los sacerdotes reciben instrucción sobre los rituales de duelo y los defectos corporales aceptables. El castigo por la blasfemia es la muerte, y se establecen reglas para comer sacrificios; hay una explicación del calendario, y hay reglas para los años sabáticos y Jubileo; hay reglas para las lámparas de aceite y el pan en el santuario; y hay reglas para la esclavitud. El código termina diciendo a los israelitas que deben elegir entre la ley y la prosperidad por un lado, o, por otro, horribles castigos, el peor de los cuales será la expulsión de la tierra.
El capítulo 27 es un añadido dispar y probablemente tardío que habla de las personas y las cosas que sirven de dedicación al Señor y de cómo se pueden redimir, en lugar de cumplir, los votos.

## Contenido
El contenido del Levítico puede dividirse en tres partes:
1. Leyes referidas a los sacrificios,
2. Consagración de los sacerdotes,
3. Leyes referidas a la pureza y santidad (referida a la relación con Dios y con los demás).

## Composición

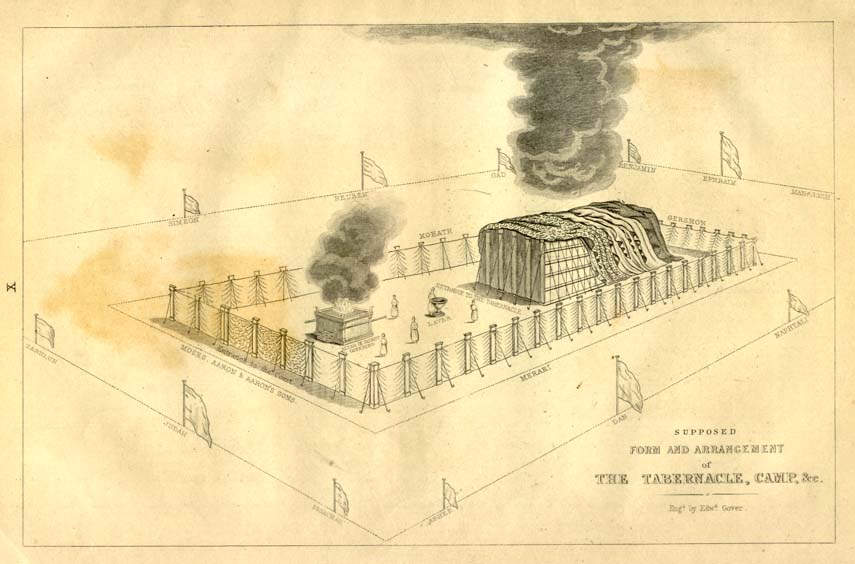
El Tabernáculo y el campamento (dibujo del)

La mayoría de los estudiosos han llegado a la conclusión de que el Pentateuco recibió su forma definitiva durante el periodo persa (538-332 a. C.). Sin embargo, Levítico tuvo un largo período de crecimiento antes de alcanzar esa forma.
Toda la composición del libro de Levítico es literatura sacerdotal. La mayoría de los estudiosos ven los capítulos 1-16 (el código sacerdotal) y los capítulos 17-26 (el código de santidad) como la obra de dos escuelas relacionadas, pero, aunque el material del código de santidad emplea los mismos términos técnicos que el código sacerdotal, amplía su significado desde el puro ritual al teológico y moral, convirtiendo el ritual del código sacerdotal en un modelo para la relación de Israel con Yahvé: al igual que el tabernáculo, que está separado de la impureza, se vuelve santo por la presencia de Yahvé, así él morará entre Israel cuando Israel reciba la purificación (se vuelva santo) y se separe de los demás pueblos. Las instrucciones rituales del código sacerdotal aparentemente surgieron de los sacerdotes que daban instrucciones y respondían preguntas sobre asuntos rituales; el código de santidad (o H) solía ser un documento separado, que más tarde pasó a formar parte del Levítico, pero parece mejor pensar en los autores de la santidad como editores que trabajaron con el código sacerdotal y realmente produjeron el Levítico tal y como existe hoy en día.

## Temas

### Sacrificio y ritual
El libro ordena preferir los sacrificios al modo antiguo, esto es, ofreciendo en holocausto ciertos animales, aceptando la oferta vegetal solo como segunda opción.
Toda la primera parte del Levítico consiste en disposiciones técnicas acerca de estos sacrificios (Lev., caps. 1-7). 
Presenta tres tipos de sacrificios: el holocausto, el sacrificios de oblación y el sacrificio de comunión. Cada uno de estos tipos de sacrificio tiene un significado distinto. En el holocausto, el altar pone en contacto lo sagrado con lo profano dándole santidad a la ofrenda. La oblación recuerda que la tierra entera es pertenencia de Yahvé. El sacrificio de comunión (o sacrificio de paz) tiene la función de contactar lo sagrado con lo profano en el contexto de la comunidad de tal forma que los vínculos familiares puedan reforzarse.
Muchos estudiosos sostienen que los rituales del Levítico tienen un significado teológico relacionado con la relación de Israel con su Dios. Jacob Milgrom fue especialmente influyente en la difusión de esta opinión. Él sostenía que las normas sacerdotales del Levítico expresaban un sistema racional de pensamiento teológico. Los escritores esperaban que se pusieran en práctica en el templo de Israel, de modo que los rituales expresaran también esta teología, así como la preocupación ética por los pobres. Milgrom también argumentó que las normas de pureza del libro (capítulos 11-15) tienen su base en el pensamiento ético. Muchos otros intérpretes han seguido a Milgrom en la exploración de las implicaciones teológicas y éticas de las normas del Levítico (por ejemplo, Marx, Balentine), aunque algunos han cuestionado su grado de sistematicidad. Por lo tanto, el ritual no consiste en realizar una serie de acciones por sí mismas, sino que es un medio para mantener la relación entre Dios, el mundo y la humanidad. 

### Autoridades
Para ofrecer convenientemente los holocaustos se hacía necesaria una autoridad litúrgica que presidiera las celebraciones.
Levítico crea, pues, la clase eclesiástica hebrea, personificada en algunos de los miembros de la tribu de Leví: los sacerdotes. Aplicando órdenes de Dios, se dan estos cargos a Aarón, sus hijos y sus descendientes (8-10), designados Cohanim.

#### Kehuna (sacerdocio judío)
La función principal de los sacerdotes es el servicio en el altar, y solo los hijos de Aarón son sacerdotes en sentido estricto. (Ezequiel también distingue entre sacerdotes del altar y levitas de rango inferior, pero en Ezequiel los sacerdotes del altar son hijos de Sadoc en lugar de hijos de Aarón; muchos estudiosos ven esto como un vestigio de las luchas entre diferentes facciones sacerdotales en la época del Primer Templo, que encontraron resolución en el Segundo Templo en una jerarquía de sacerdotes del altar aarónitas y levitas de rango inferior, incluyendo cantores, porteros y similares.)
En el capítulo 10, Dios mata a Nadab y Abiú, los hijos mayores de Aarón, por ofrecer «incienso extraño». A Aarón le quedan dos hijos. Los comentaristas han interpretado este incidente de diversas maneras: como un reflejo de las luchas entre facciones sacerdotales en el periodo postexílico (Gerstenberger); o como una advertencia contra la ofrenda de incienso fuera del Templo, donde podría existir el riesgo de invocar a dioses extraños (Milgrom). En cualquier caso, se ha producido una contaminación del santuario por los cuerpos de los dos sacerdotes muertos, lo que nos lleva al siguiente tema, la santidad. 

### Inmundicia y pureza
La pureza ritual es esencial para que un israelita pueda acercarse a Yahvé y seguir formando parte de la comunidad.
La impureza amenaza la santidad; los capítulos 11-15 revisan las diversas causas de la impureza y describen los rituales que restauran la pureza; una de ellas es mantener la limpieza mediante la observancia de las normas sobre el comportamiento sexual, las relaciones familiares, la propiedad de la tierra, el culto, los sacrificios y la observancia de los días santos. 
Yahvé habita con Israel en el Tabernáculo. Todos los rituales sacerdotales se centran en Yahvé y en la construcción y el mantenimiento de un espacio sagrado, pero el pecado genera impureza, al igual que acontecimientos cotidianos como el parto y la menstruación; la impureza contamina la morada sagrada. No purificar ritualmente el espacio sagrado podría provocar la marcha de Dios, lo que sería desastroso.

### Enfermedades infecciosas en el capítulo 13
En el capítulo 13, Dios instruye a Moisés y Aarón sobre cómo identificar las enfermedades infecciosas y tratarlas adecuadamente. Los traductores e intérpretes de la Biblia en hebreo a otros idiomas nunca han llegado a un consenso sobre estas enfermedades infecciosas, o tzaraath (צרעת), y la traducción e interpretación de las escrituras no se conocen con certeza. La traducción más común es que estas enfermedades infecciosas son lepra; Sin embargo, lo que se describe en el capítulo 13 no representa una manifestación típica de la lepra. La dermatología moderna demuestra que muchas de las enfermedades infecciosas del capítulo 13 probablemente eran dermatofitosis, un grupo de enfermedades cutáneas muy contagiosas.
La enfermedad infecciosa del mentón descrita en los versículos 29-37 parece ser Tinea barbae en los hombres o Tinea faciei en las mujeres; la enfermedad infecciosa descrita en los versículos 29-37 (que provoca la caída del cabello y, finalmente, la calvicie) parece ser Tinea capitis (Favus). Los versículos 1-17 parecen describir la Tinea corporis.
La palabra en hebreo bohaq en los versículos 38-39 se traduce como «tetter» o «pecas», probablemente porque los traductores no sabían lo que significaba en ese momento y, por lo tanto, lo tradujeron incorrectamente. Traducciones posteriores lo identifican como vitiligo; sin embargo, el vitiligo no es una enfermedad infecciosa. La enfermedad, descrita como que se cura por sí sola y deja manchas blancas después de la infección,[cita requerida] es probable que sea pityriasis versicolor (tinea versicolor). «Tetter» se refería originalmente a un brote, que más tarde evolucionó para significar lesiones similares a la tiña. Por lo tanto, un nombre común para Tinea pedis (pie de atleta) era «pie de Cantlie». Además, los versículos 18-23 describen infecciones tras escaldaduras y los versículos 24-28 describen infecciones tras quemadura.

### Expiación

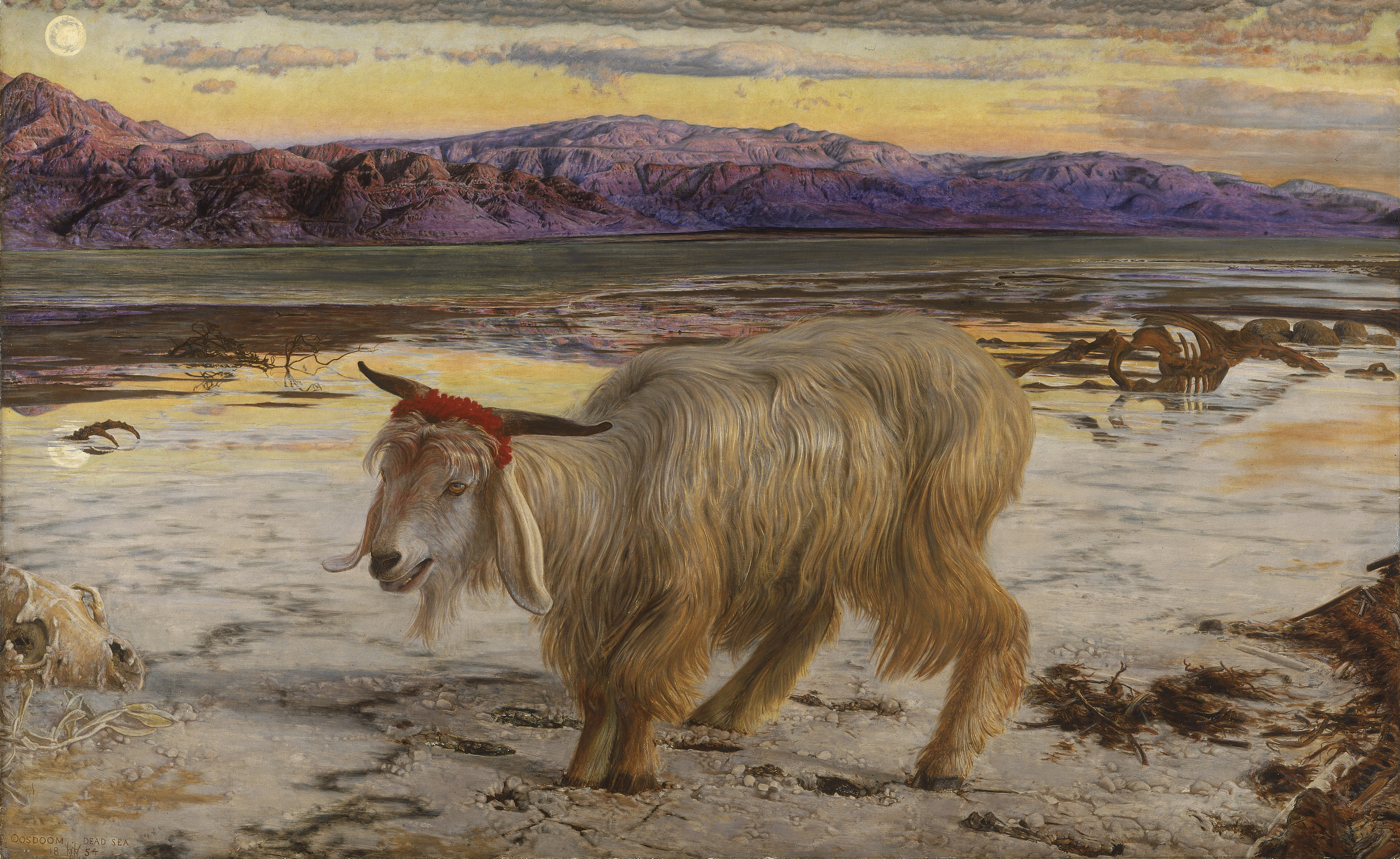
«El chivo expiatorio» (cuadro de 1854 de William Holman Hunt)

A través del sacrificio, el sacerdote «expía» el pecado y el oferente recibe el perdón (pero solo si Yahvé acepta el sacrificio). Los rituales de expiación implican derramar o rociar sangre como símbolo de la vida de la víctima: la sangre tiene el poder de borrar o absorber el pecado. La división en dos partes del libro refleja estructuralmente el papel de la expiación: los capítulos 1-16 piden el establecimiento de la institución de la expiación, y los capítulos 17-27 piden la vida de la comunidad expiada en santidad.

### Santidad
El tema recurrente de los capítulos 17-26 es la repetición de la frase «Sed santos, porque yo, el Señor vuestro Dios, soy santo». La santidad en el antiguo Israel y en la Biblia hebrea tenía un significado diferente al que tiene en el uso contemporáneo: podía considerarse la esencia de Yahvé, una fuerza invisible pero física y potencialmente peligrosa. Objetos específicos, o incluso días, pueden ser santos, pero derivan su santidad de estar conectados con Yahvé: el séptimo día, el tabernáculo y los sacerdotes derivan su santidad de él. Como resultado, Israel tenía que mantener su propia santidad para poder vivir en seguridad junto a Dios.
La necesidad de santidad es para poseer la Tierra Prometida (Canaán), donde los judíos se convertirán en un pueblo santo: «No haréis como ellos en la tierra de Egipto, donde habitasteis, ni haréis como ellos en la tierra de Canaán, a donde yo os llevo [...] Haréis mis ordenanzas y guardaréis mis estatutos [...] Yo soy el Señor, vuestro Dios» (Levítico 18:3).

## Tradición posterior

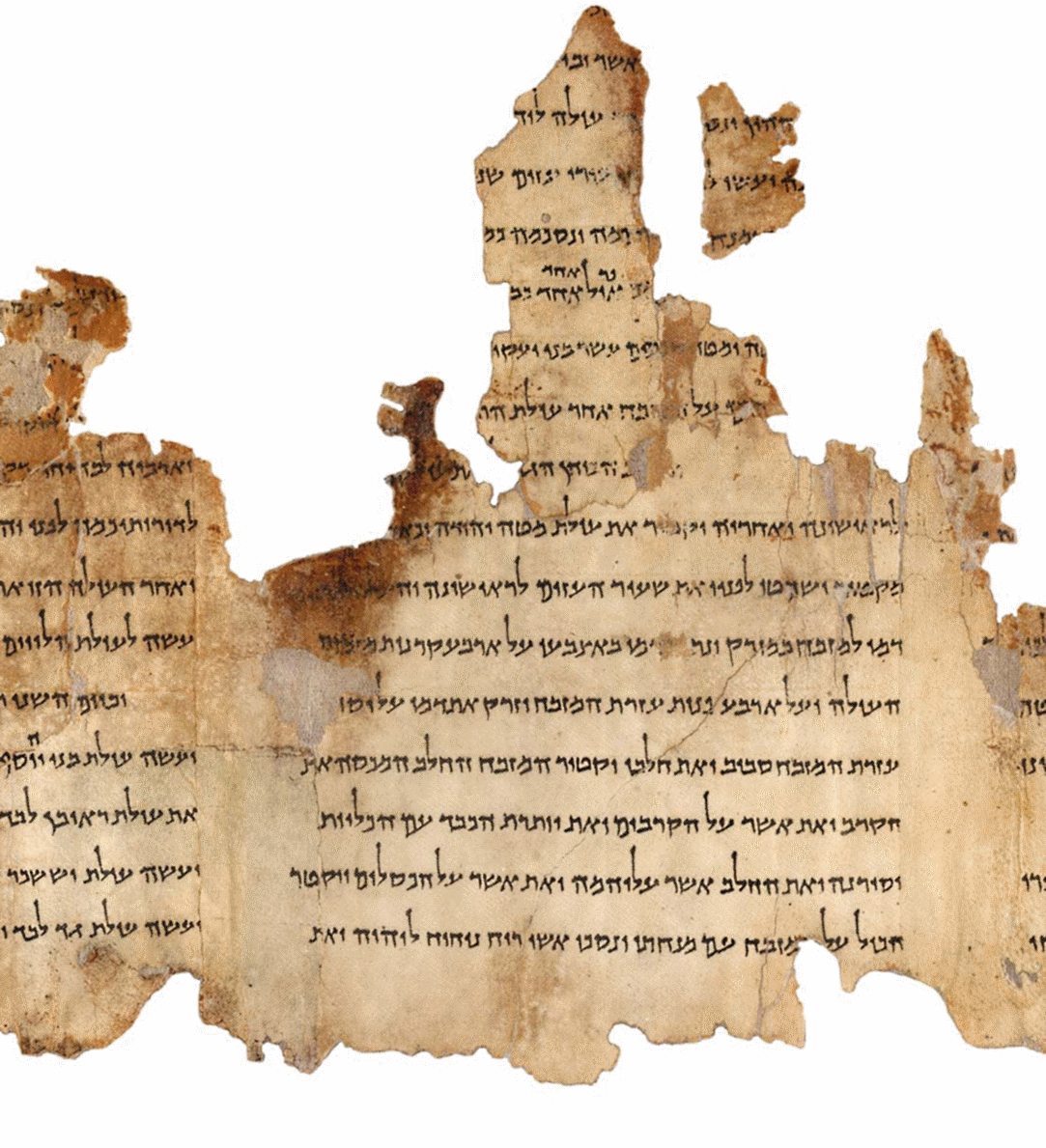
Parte del Temple Scroll

El Levítico, como parte de la Torá, se convirtió en el libro de leyes del Segundo Templo de Jerusalén, así como del templo samaritano. Su influencia es evidente en los Manuscritos del Mar Muerto, que incluyen fragmentos de diecisiete manuscritos del Levítico que datan de los siglos III al I a. C. Muchos otros manuscritos de Qumrán citan el libro, especialmente el Rollo del templo y 4QMMT.
Los judíos y los cristianos no han observado las instrucciones del Levítico sobre las ofrendas de animales desde el siglo I d. C., tras la destrucción del Segundo Templo de Jerusalén en el año 70 d. C. Al no existir ya un templo en el que ofrecer sacrificios de animales, el judaísmo se orientó hacia la oración y el estudio de la Torá, dando lugar finalmente al judaísmo rabínico. No obstante, el Levítico constituye una fuente importante de la ley judía y es tradicionalmente el primer libro que aprenden los niños en el sistema educativo rabínico. Hay dos Midrashim principales sobre el Levítico: el halájico (Sifra) y otro más agádico (Vayikra Rabbah).
El Nuevo Testamento, en particular la Epístola a los Hebreos, utiliza ideas e imágenes del Levítico para describir a Jesús como el sumo sacerdote que ofrece su propia sangre como ofrenda por el pecado. Por lo tanto, los cristianos tampoco hacen ofrendas de animales, porque, como resumió Gordon Wenham: «Con la muerte de Cristo, la única «ofrenda quemada» suficiente fue ofrecida de una vez por todas, y por lo tanto, los sacrificios de animales que presagiaban el sacrificio de Cristo quedaron obsoletos».
Los cristianos, en general, tienen la opinión de que el Nuevo Pacto sustituye las leyes rituales del Antiguo Testamento, que incluyen algunas de las normas del Levítico. Por lo tanto, los cristianos no suelen seguir las normas del Levítico relativas a la pureza de la dieta y la agricultura. Sin embargo, las enseñanzas cristianas difieren en cuanto a dónde trazar la línea entre las normas rituales y las morales.  En Homilías sobre el Levítico, el teólogo del siglo III Orígenes expuso las cualidades de los sacerdotes como modelos para que los cristianos sean perfectos en todo, estrictos, sabios y se examinen a sí mismos individualmente, perdonen los pecados y conviertan a los pecadores (con palabras y con la doctrina).

## Porciones semanales de la Torá del judaísmo en el Libro de Levítico

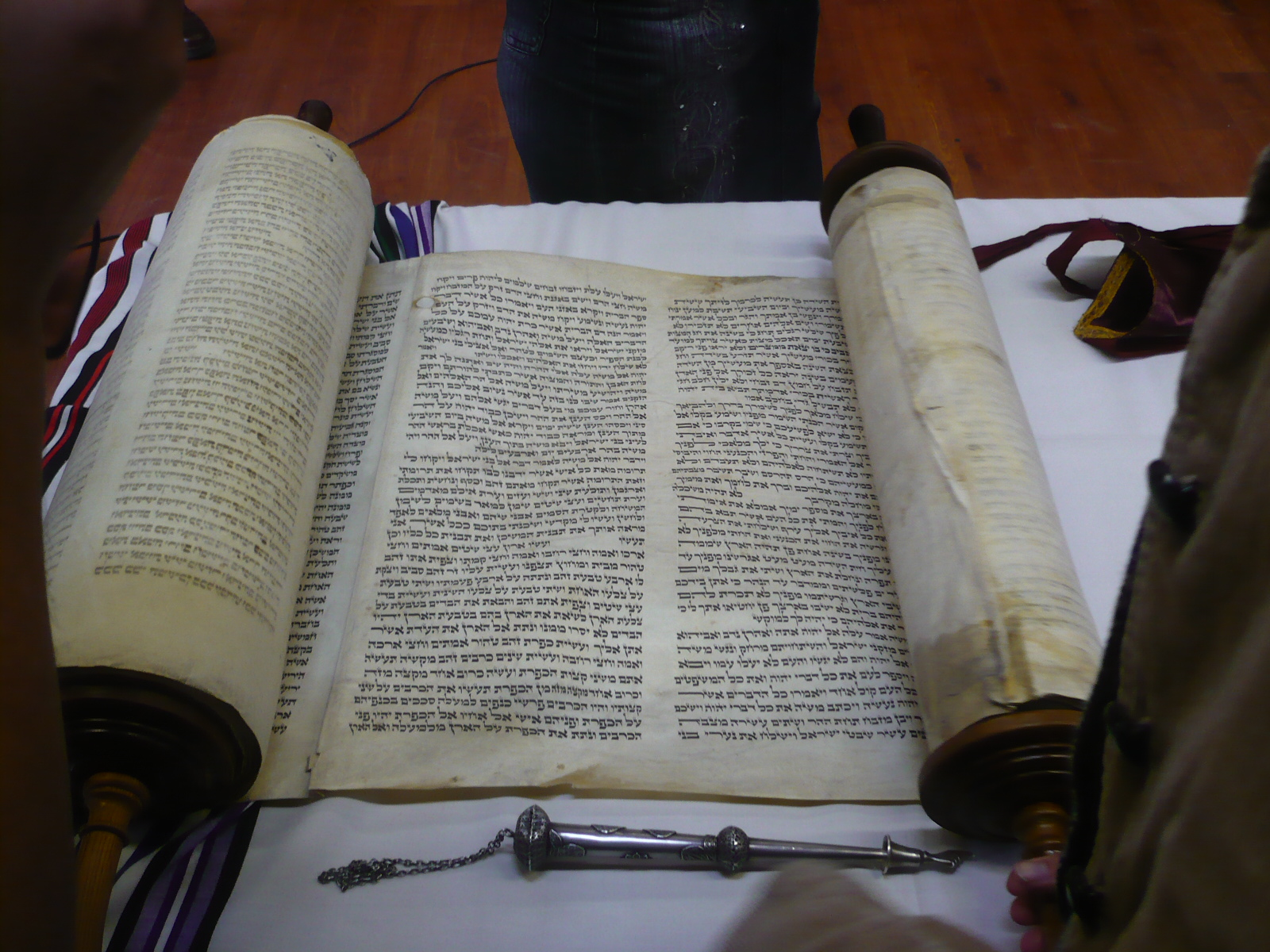
Un rollo de la Torá y un puntero de plata (yad) utilizados en la lectura

Para ver el contenido detallado, véase:
- Vayikra, sobre Levítico 1-5: Leyes de los sacrificios
- Tzav, sobre Levítico 6-8: Sacrificios, ordenación de los sacerdotes
- Shemini, sobre Levítico 9-11: Consagración del tabernáculo, fuego extraño, leyes alimentarias
- Tazria, sobre Levítico 12-13: Parto, enfermedades de la piel, vestimenta
- Metzora, sobre Levítico 14-15: Enfermedades de la piel, casas impuras, secreciones genitales
- Acharei Mot, sobre Levítico 16-18: Yom Kippur, ofrendas centralizadas, prácticas sexuales
- Kedoshim, sobre Levítico 19–20: Santidad, castigos por las transgresiones
- Emor, sobre Levítico 21–24: Normas para los sacerdotes, días santos, luces y pan, un blasfemo
- Behar, sobre Levítico 25–25: Año sabático, servidumbre por deudas limitada
- Bechukotai, sobre Levítico 26–27: Bendiciones y maldiciones, pago de votos

## Sentido religioso
La primera enseñanza del Levítico es que la asamblea es santa. Por lo tanto, sus miembros deben estar acordes con esta santidad, siendo puros y perfectos. En este sentido, el texto sigue al Decálogo y las normas dictadas por los profetas, que pasaron mucho tiempo insistiendo en las exigencias morales que Dios requería de los judíos.
Pero no se trata de un manual moral (18-20) ni de una profecía (26), ni tampoco de un texto jurídico. Es esencialmente un manual ritual sobre distintos tipos de celebraciones: sacrificios sagrados (1-7), ordenación de los sacerdotes (8-9), purificación (14), expiación (16) y fiestas o santas convocaciones (23).
Intenta, entonces, una clasificación de los sacrificios basándose en los conceptos —novedosos— de pecado, expiación y dones divinos. Las antiguas fiestas prehistóricas conservan su alegría y su piedad, que quedarán para siempre en poder de Israel en tanto cumpla con el Pacto (mandamientos) y no renuncie a la asistencia divina y a la obediencia de la Torá.

## Problemas de interpretación
Se trata de un texto muy difícil de interpretar para el lector moderno, y aún más para el gentil, porque constituye un libro típica y absolutamente judío. Nada hay en él que pueda parecer familiar para el no judío (incluso ofrece dificultades para el judío no practicante), y por ello se tiende a saltarlo para continuar en Números la historia narrada en Génesis y Éxodo, libros más llanos y de mayor facilidad de interpretación.
A pesar de ello, el Levítico es un libro único, el primero de su tipo en la historia, que presenta interés y sorprendentes trazos de la vida religiosa y moral judía de aquellos tiempos.
La temática principal es reafirmar la pureza y la santidad del pueblo de Israel, en el cual Yahvé ha puesto su predilección.

## Evolución posterior del sacrificio
Desde un punto de vista cristiano, sus sacrificios son herederos en línea directa de los que ejecutaban los levitas, ya que constan de todos los elementos hebreos, con el agregado de la nueva síntesis cuyo centro y sentido será la persona misma de Cristo

## Temática
| Capítulo | Temas        |  |
| 1(v3)    | Ofrenda      |  |
| 1(v7)    | Altar        |  |
| 5(v1)    | Culpabilidad |  |
| 6(v3)    | Vestimenta   |  |
| 19(v15)  | Justicia     |  |
| 20(v27)  | Brujería     |  |
| 23(v7)   | Reposo       |  |

## Simbología
| Capítulo | Símbolo |  |
| 1(v5)    | Sangre  |  |
| 2(v13)   | Sal     |  |
| 11(v7)   | Puerco  |  |
| 11(v4)   | Camello |  |
| 13(v1)   | Lepra   |  |
| 23(v3)   | Sabbat  |  |
| 25(v32)  | Levitas |  |

### Traducciones del Levítico
- Leviticus at Bible gateway

### Commentarios del Levítico
- Balentine, Samuel E (2002). Leviticus. Westminster John Knox Press. ISBN 978-0-664-23735-6.
- Bamberger, Bernard Jacob The Torah: A Modern Commentary (1981), ISBN 978-0-8074-0055-5
- Gerstenberger, Erhard S (1996). Leviticus: A Commentary. Westminster John Knox Press. ISBN 978-0-664-22673-2.
- Gorman, Frank H (1997). Divine Presence and Community: A Commentary on the Book of Leviticus. Eerdmans. ISBN 978-0-8028-0110-4.
- Grabbe, Lester (1998). «Leviticus».  En John Barton, ed. Oxford Bible Commentary. Oxford University Press. ISBN 978-0-19-875500-5. (requiere registro).
- Hartley, John E. (1992). Leviticus. Word. ISBN 978-0-8499-0203-1.
- Houston, Walter J. (2003). «Leviticus».  En James D. G. Dunn, John William Rogerson, ed. Eerdmans Bible Commentary. Eerdmans. ISBN 978-0-8028-3711-0.
- Kleinig, John W (2004). Leviticus. Concordia Publishing House. ISBN 978-0-570-06317-9.
- Levine, Baruch A. (1989). JPS Torah Commentary: Leviticus. Jewish Publication Society. Archivado desde el original el 5 August 2016. Consultado el 7 July 2014.
- Milgrom, Jacob (1998–2001). Leviticus 1–16, Leviticus 17–22, Leviticus 23–27. New Haven: Yale.
- Milgrom, Jacob (2004). Leviticus: A Book of Ritual and Ethics. Minneapolis: Fortress. ISBN 978-1-4514-1015-0.
- Watts, James W. (2013). Leviticus 1–10. Leuven: Peeters. ISBN 978-90-429-2984-5.
- Wenham, Gordon (1979). The Book of Leviticus. Eerdmans. ISBN 978-0-8028-2522-3.

### Generales
- Balentine, Samuel E (1999). The Torah's Vision of Worship. Fortress Press. ISBN 978-1-4514-1808-8.
- Bandstra, Barry L (2004). Reading the Old Testament: An Introduction to the Hebrew Bible. Wadsworth. ISBN 978-0-495-39105-0.
- Berlin, Adele; Brettler, Marc Zvi (2014). Jewish Study Bible (2 Rev ed. (November 2014) edición). [S.l.]: Oxford University Press. ISBN 978-0-19-997846-5.
- Brueggemann, Walter (2002). Reverberations of Faith: A Theological Handbook of Old Testament Themes. Westminster John Knox. ISBN 978-0-664-22231-4.
- Campbell, Antony F; O'Brien, Mark A (1993). Sources of the Pentateuch: Texts, Introductions, Annotations. Fortress Press. ISBN 978-1-4514-1367-0.
- Clines, David A (1997). The Theme of the Pentateuch. Sheffield Academic Press. ISBN 978-0-567-43196-7.
- Davies, Philip R; Rogerson, John W (2005). The Old Testament World. Liturgical Press. ISBN 978-0-664-23025-8.
- Dawes, Gregory W (2005). Introduction to the Bible. Liturgical Press. ISBN 978-0-8146-2835-5.
- Gilbert, Christopher (2009). A Complete Introduction to the Bible. Paulist Press. ISBN 978-0-8091-4552-2.
- Grabbe, Lester (2006). «The priests in Leviticus».  En Rolf Rendtorff, Robert A. Kugler, ed. The Book of Leviticus: Composition and Reception. Brill. ISBN 978-90-04-12634-3.
- Greidanus, Sidney (2021). Preaching Christ from Leviticus. Eerdmans Publishing. ISBN 978-0-8028-7602-7.
- Knierim, Rolf P (1995). The Task of Old Testament Theology: Substance, Method, and Cases. Eerdmans. ISBN 978-0-8028-0715-1.
- Kugler, Robert; Hartin, Patrick (2009). An Introduction to the Bible. Eerdmans. ISBN 978-0-8028-4636-5.
- Levine, Baruch (2006). «Leviticus: Its Literary History and Location in Biblical Literature».  En Rolf Rendtorff, Robert A. Kugler, ed. The Book of Leviticus: Composition and Reception. Brill. ISBN 978-90-04-12634-3.
- Marx, Alfred (2006). «The Theology of the Sacrifice according to Leviticus 1–7».  En Rolf Rendtorff, Robert A. Kugler, ed. The Book of Leviticus: Composition and Reception. Brill. ISBN 978-90-04-12634-3.
- McDermott, John J (2002). Reading the Pentateuch: A Historical Introduction. Pauline Press. ISBN 978-0-8091-4082-4.
- Newsom, Carol Ann (2004). The Self as Symbolic Space: Constructing Identity and Community at Qumran. BRILL. ISBN 978-90-04-13803-2.
- Nihan, Christophe (2007). From Priestly Torah to Pentateuch: A Study in the Composition of the Book of Leviticus. Tuebingen: Mohr Siebeck. ISBN 978-3-16-149257-0.
- Rodd, Cyril S (2001). Glimpses of a Strange Land: Studies in Old Testament Ethics. T&T Clark. ISBN 978-0-567-08753-9.
- Rogerson, J.W. (1991). Genesis 1–11. T&T Clark. ISBN 978-0-567-08338-8.
- Van Seters, John (1998). «The Pentateuch».  En Steven L. McKenzie, Matt Patrick Graham, ed. The Hebrew Bible Today: An Introduction to Critical Issues. Westminster John Knox Press. ISBN 978-0-664-25652-4.
- Ska, Jean-Louis (2006). Introduction to Reading the Pentateuch. Eisenbrauns. ISBN 978-1-57506-122-1.
- Watts, James W. (2007). Ritual and Rhetoric in Leviticus: From Sacrifice to Scripture. New York: Cambridge. ISBN 978-0-521-87193-8.
- Wenham, Gordon (2003). Exploring the Old Testament: The Pentateuch. SPCK.